# Codex diplomaticus Brandenburgensis

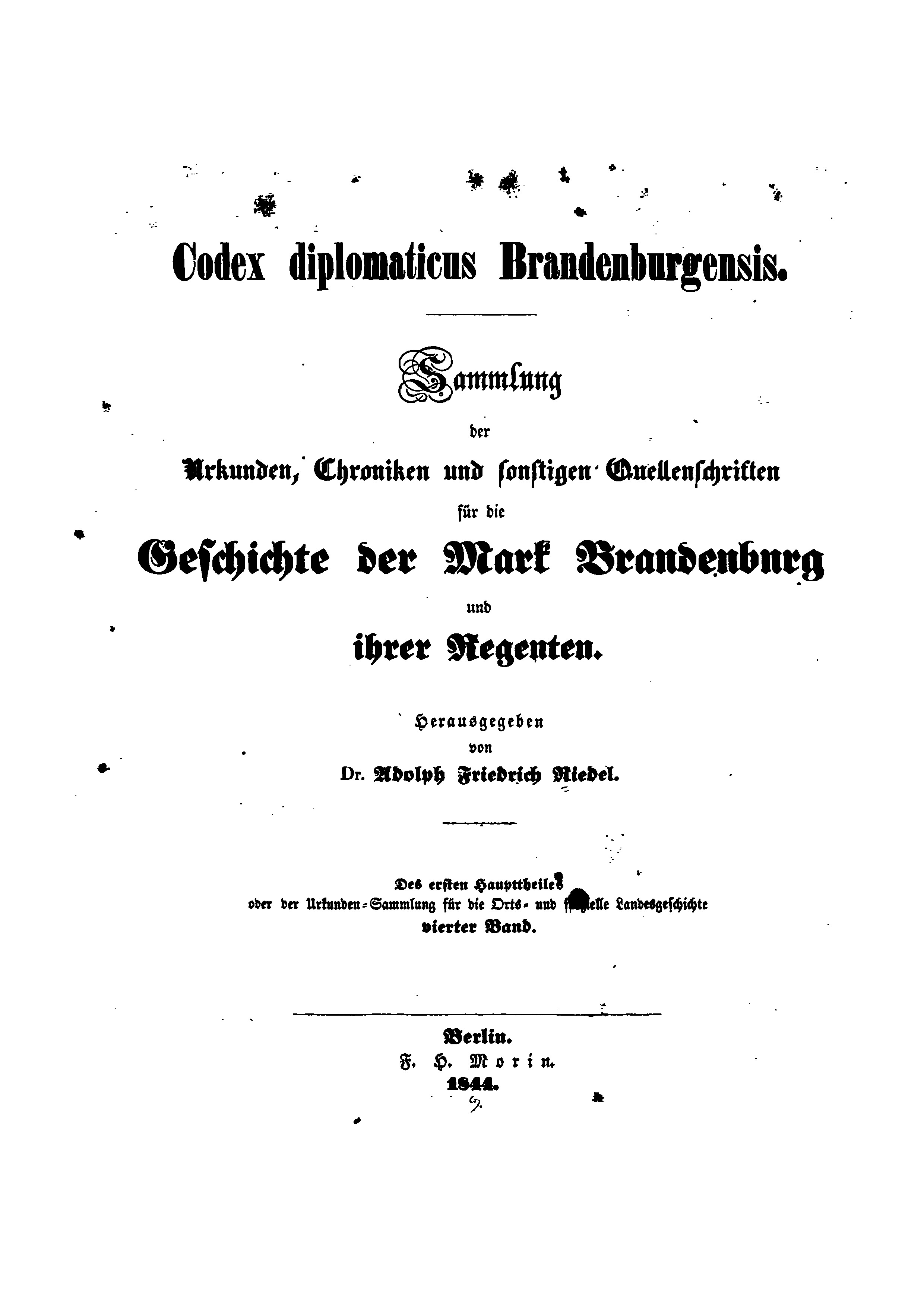
Titelseite des Codex Diplomaticus Brandenburgensis, Band 4 von 1844

Der Codex Diplomaticus Brandenburgensis (CDB) ist eine Sammlung der Urkunden, Chroniken und sonstigen Quellen zur Geschichte der Mark Brandenburg und ihrer Regenten in 41 Bänden (1838–1869), herausgegeben von Adolph Friedrich Riedel.
Er ist ein wesentliches Hilfsmittel für die orts- und heimatgeschichtliche Forschung zur Geschichte der Mark Brandenburg und  umfasst folgende Abteilungen:
- Hauptteil 1: Geschichte der geistlichen Stiftungen, der adlichen Familien, so wie der Städte und Burgen der Mark Brandenburg, 25 Bände;
- Hauptteil 2: Urkunden-Sammlung zur Geschichte der auswärtigen Verhältnisse der Mark Brandenburg und ihrer Regenten, 6 Bände;
- Hauptteil 3: Sammlung für allgemeine Landes- und kurfürstliche Haus-Angelegenheiten, 3 Bände;
- Hauptteil 4: Urkunden-Sammlung für die Orts- und spezielle Landesgeschichte, 1 Band;
- 1 Supplement(Ergänzungs)band
- 3 Bände Namenregister von Moritz Wilhelm Heffter
- 2 Bände chronologisches Register (bis 1741).

Da bereits Philipp Wilhelm Gercken von 1769 bis 1785 einen Codex diplomaticus Brandenburgensis in acht Bänden und Georg Wilhelm von Raumer einen Codex diplomaticus Brandenburgensis continuatus 1831 und 1833 in zwei Bänden herausgegeben hatten, wird Riedels Sammlung auch als Novus Codex diplomaticus Brandenburgensis bezeichnet.